# Adelaide
Adelaide Ausztrália ötödik legnagyobb városa és egyben Dél-Ausztrália állam fővárosa. A 2011-es népszámlálás adatai alapján a város lakossága 1 230 000 fő.

## Fekvése
Adelaide a Fleurieu-félszigettől északra fekszik, az Adelaide-síkságon, az Indiai-óceán St. Vincent-öböle és az alacsony fekvésű Lofty-hegység között, amely utóbbi körbeöleli a várost. Adelaide mintegy 20 km-es szélességben terül el a partvidéktől egészen a hegyek lábáig és 90 km-nyire délre fekszik agglomerációjának északi végétől, Gawlertől. Az elővárosainak sorát délről Sellicks Beach zárja.

## Éghajlat
| Hónap                          | Jan. | Feb. | Már. | Ápr. | Máj. | Jún. | Júl. | Aug. | Szep. | Okt. | Nov. | Dec. | Év   |
| ------------------------------ | ---- | ---- | ---- | ---- | ---- | ---- | ---- | ---- | ----- | ---- | ---- | ---- | ---- |
| Rekord max. hőmérséklet (°C)   | 47,4 | 44,7 | 41,9 | 36,9 | 31,1 | 25,4 | 23,1 | 30,4 | 34,3  | 39,0 | 43,0 | 43,4 | 47,4 |
| Átlagos max. hőmérséklet (°C)  | 29,4 | 29,5 | 26,5 | 22,7 | 19,0 | 16,1 | 15,3 | 16,7 | 19,1  | 22,1 | 25,3 | 27,2 | 22,4 |
| Átlagos min. hőmérséklet (°C)  | 17,2 | 17,3 | 15,4 | 12,5 | 10,3 | 8,2  | 7,5  | 8,2  | 9,8   | 11,5 | 14,0 | 15,6 | 12,3 |
| Rekord min. hőmérséklet (°C)   | 9,2  | 9,5  | 7,2  | 4,3  | 1,5  | −0,4 | 0,4  | 1,6  | 2,6   | 4,7  | 5,3  | 8,0  | −0,4 |
| Átl. csapadékmennyiség (mm)    | 21   | 16   | 27   | 39   | 61   | 79   | 77   | 67   | 60    | 42   | 30   | 29   | 548  |
| Havi napsütéses órák száma     | 326  | 285  | 267  | 219  | 167  | 138  | 149  | 186  | 204   | 257  | 273  | 295  | 2765 |
| Forrás: Bureau of Meteorology. |      |      |      |      |      |      |      |      |       |      |      |      |      |

| Hónap                         | Jan. | Feb. | Már. | Ápr. | Máj. | Jún. | Júl. | Aug. | Szep. | Okt. | Nov. | Dec. | Év   |
| ----------------------------- | ---- | ---- | ---- | ---- | ---- | ---- | ---- | ---- | ----- | ---- | ---- | ---- | ---- |
| Rekord max. hőmérséklet (°C)  | 45,2 | 43,6 | 40,8 | 36,9 | 30,4 | 26,1 | 25,9 | 29,9 | 33,9  | 38,0 | 43,1 | 42,4 | 45,2 |
| Átlagos max. hőmérséklet (°C) | 28,1 | 28,1 | 25,5 | 22,2 | 18,5 | 15,9 | 14,9 | 15,9 | 18,2  | 21,0 | 23,9 | 25,7 | 21,5 |
| Átlagos min. hőmérséklet (°C) | 15,9 | 16,1 | 14,4 | 11,8 | 9,6  | 7,6  | 7,0  | 7,5  | 8,9   | 10,6 | 12,8 | 14,5 | 11,4 |
| Rekord min. hőmérséklet (°C)  | 7,9  | 8,1  | 4,6  | 3,1  | −0,3 | −2,6 | −1,1 | −0,2 | 1,1   | 3,1  | 4,2  | 5,9  | −2,6 |
| Átl. csapadékmennyiség (mm)   | 17   | 18   | 22   | 36   | 54   | 57   | 60   | 51   | 46    | 37   | 25   | 24   | 445  |
| Havi napsütéses órák száma    | 326  | 280  | 270  | 219  | 174  | 141  | 155  | 192  | 213   | 260  | 279  | 288  | 2797 |
| Forrás: Bureau of Meteorology |      |      |      |      |      |      |      |      |       |      |      |      |      |

## Története
A várost 1836-ban alapították mint tervezett fővárost, amely a szabadon ide települő britek tartományának központjául szolgált volna. Nevét Adelheid brit királyné (Queen Adelaide) tiszteletére kapta. William Light ezredes egyike volt a város alapítóatyáinak, akik részt vettek a város megtervezésében, és ő volt az, aki kiválasztotta a helyet, amely közel esik a Torrens-folyóhoz, mely területen eredetileg a kaurna népcsoport tagjai éltek. Light tervei alapján a város úthálózata rácsszerkezetű lett, melyeket széles sugárutak és nagy közterek tagolnak, valamint az egészet parkok veszik körül. A korai Adelaide-ben vallási szabadság és politikai progresszivizmus lengte be a kor éráját, valamint a polgári szabadság, amely a "templomok városa" gúnynév ráragasztásához vezetett.

## Városrészek

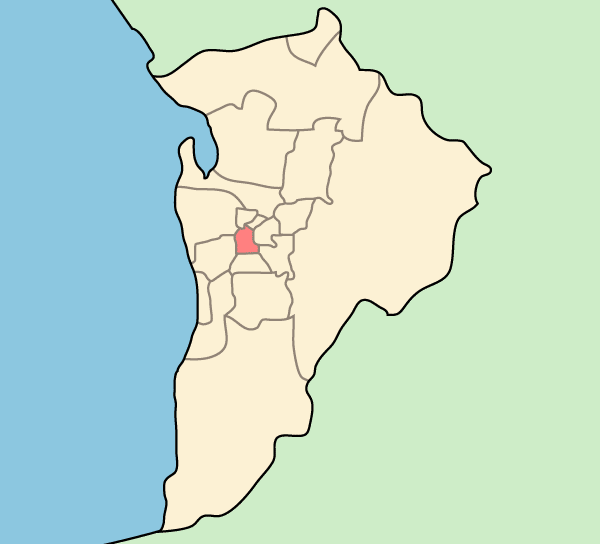
Adelaide belvárosa a város térképén

A város 19 helyi önkormányzattal rendelkező területre (Local Government Areas) oszlik.
| City - Adelaide Hills - Adelaide (belváros) - Burnside - Campbelltown - Charles Sturt - Holdfast Bay - Marion - Mitcham - Norwood, Payneham & St Peters - Onkaparinga | - Playford - Port Adelaide Enfield - Prospect - Salisbury - Tea Tree Gully - Unley - West Torrens Town - Gawler - Walkerville |

## Gazdaság
Mint Dél-Ausztrália kormányzati és kereskedelmi központja, Adelaideban számos kormányzati és pénzügyi intézmény székel. Ezen intézmények többsége a belvárosban található, a North Terrace és a King William Street kulturális sugárútjai mentén, valamint a város számos kerületében. Manapság Adelaidet számos kulturális rendezvényéről, fesztiváljairól, gasztronómiájáról, a vidék borairól, illetve kultúrájáról ismerik, valamint nagy védelmi és gyáripari szektoráról nevezetes. Az Economist Intelligence Unit 2013-as rangsora szerint a világ ötödik legélhetőbb városa, a kanadai Calgary-val holtversenyben.

## Sport
A városban, ahogy egész Ausztráliában is, igen népszerű sport a krikett. Adelaide a székhelye a világ legerősebb krikettbajnokságai közé tartozó Big Bash League egyik csapatának, az Adelaide Strikersnek.

## Testvérvárosok
- Ferrol, Spanyolország, 2008
- George Town, Malajzia, 1973
- Himedzsi, Japán, 1982
- Christchurch, Új-Zéland, 2008
- Malmö, Svédország, 1988

## Képek

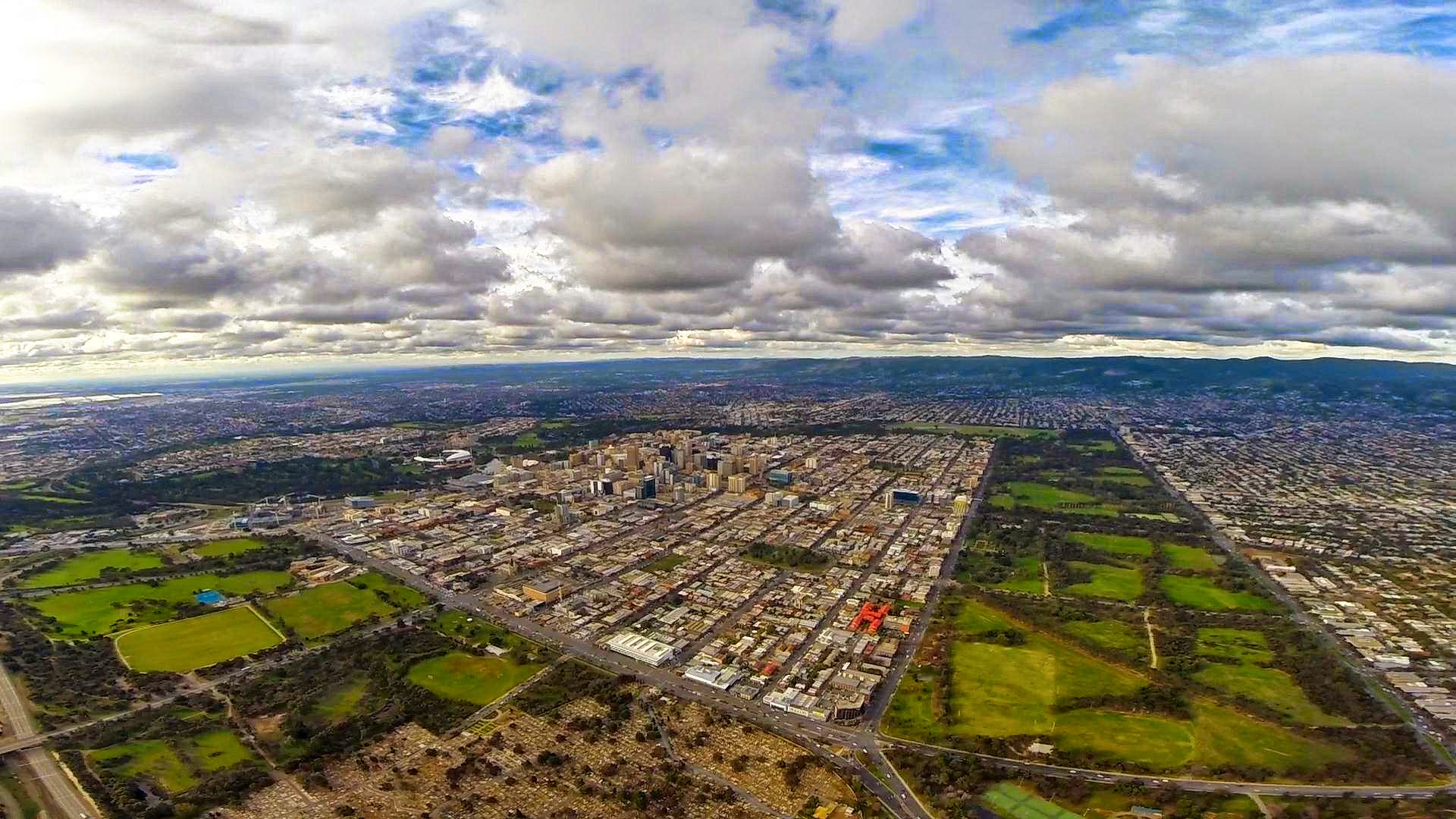
Adelaide madártávlatból
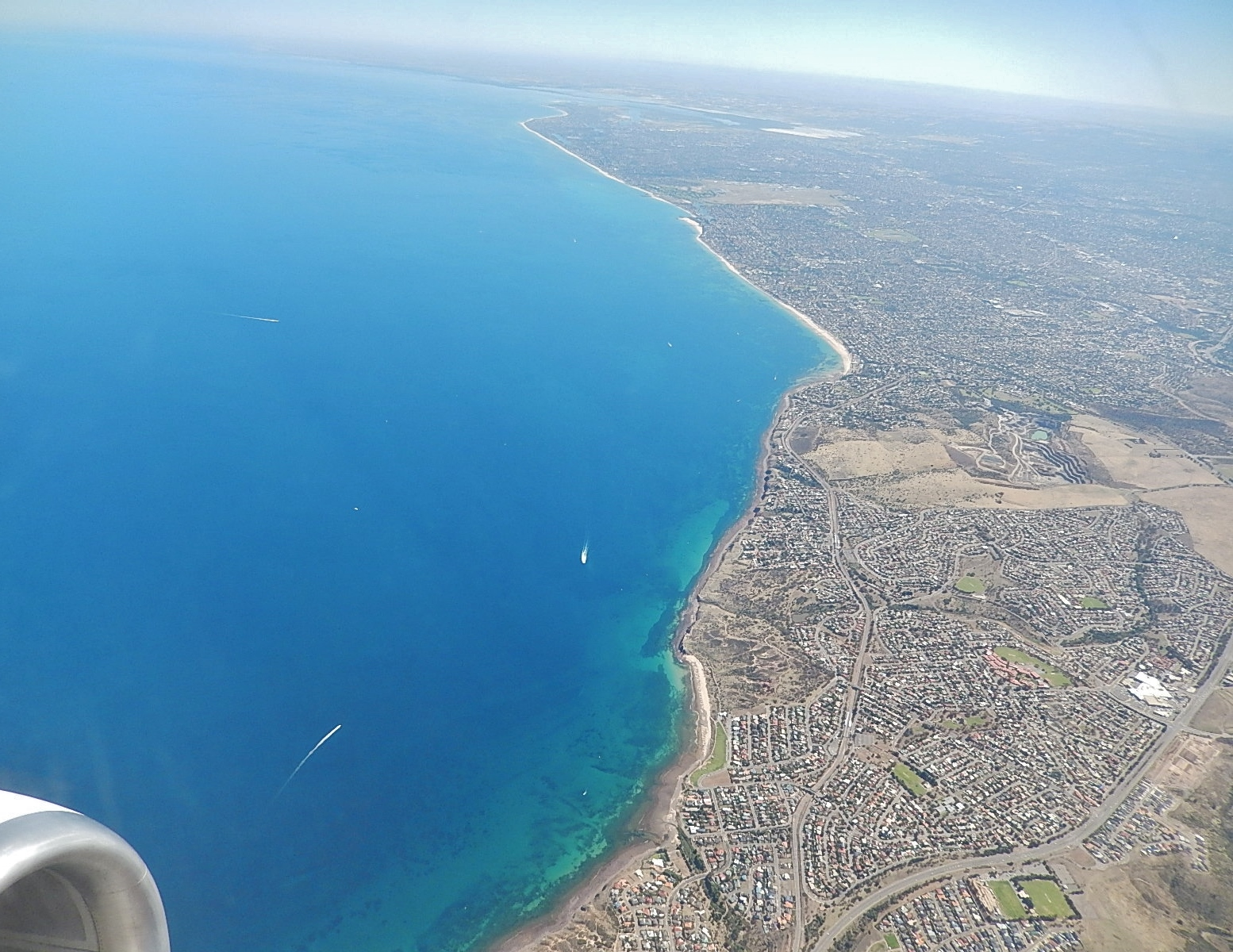
A város északnyugati része a levegőből
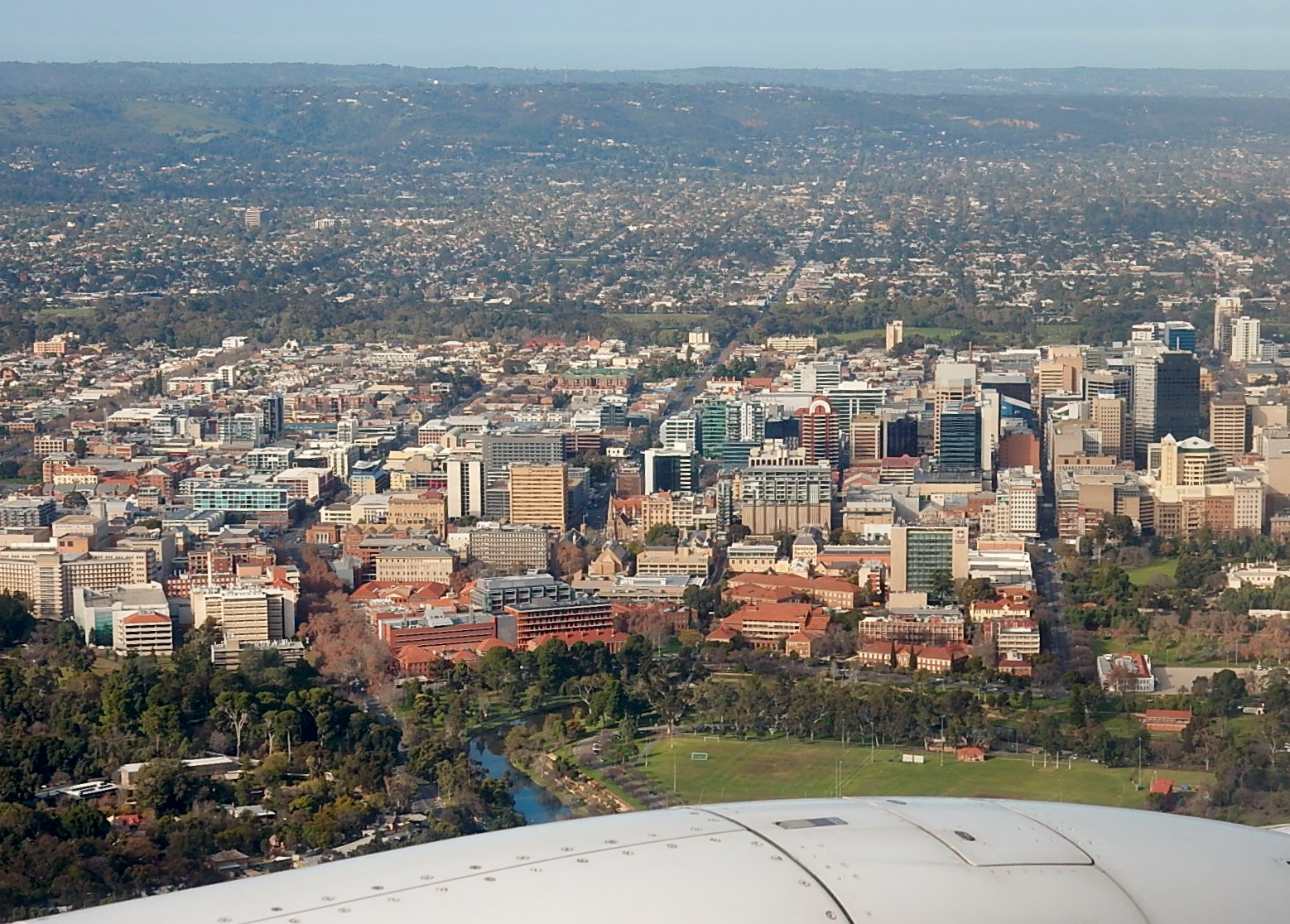
Adelaide belvárosának látképe
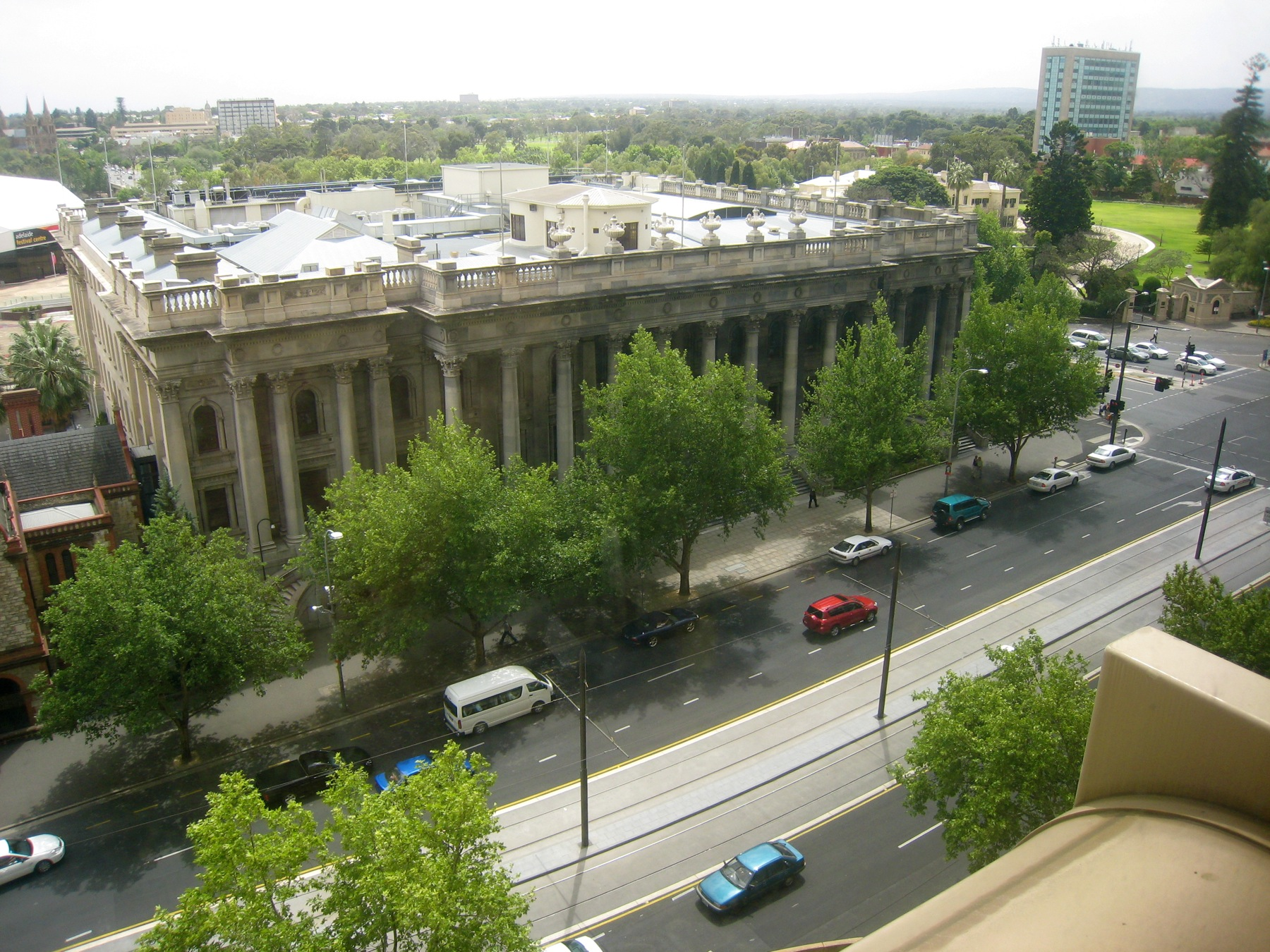
Dél-Ausztrália parlamentjének épülete
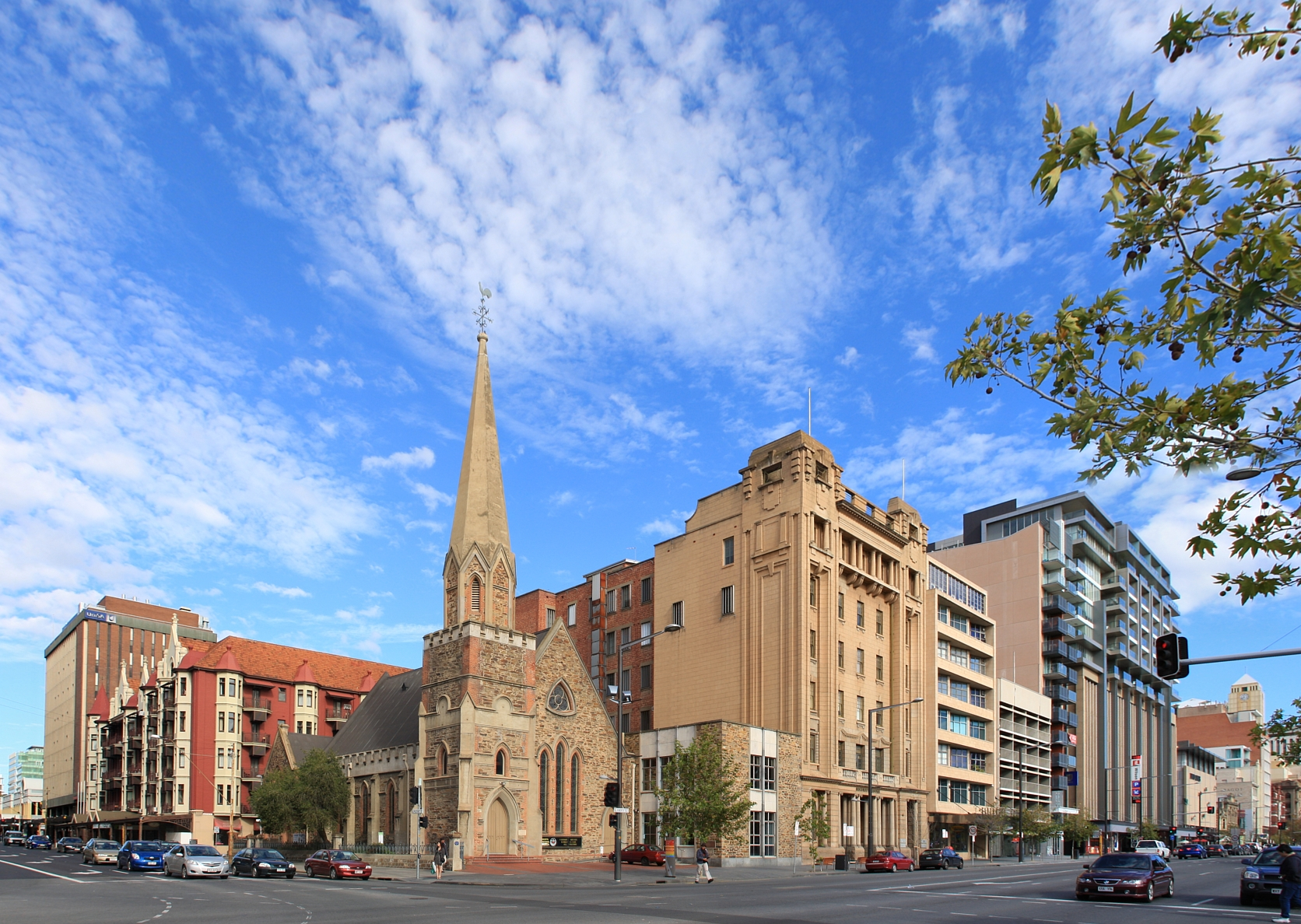
Északi terasz
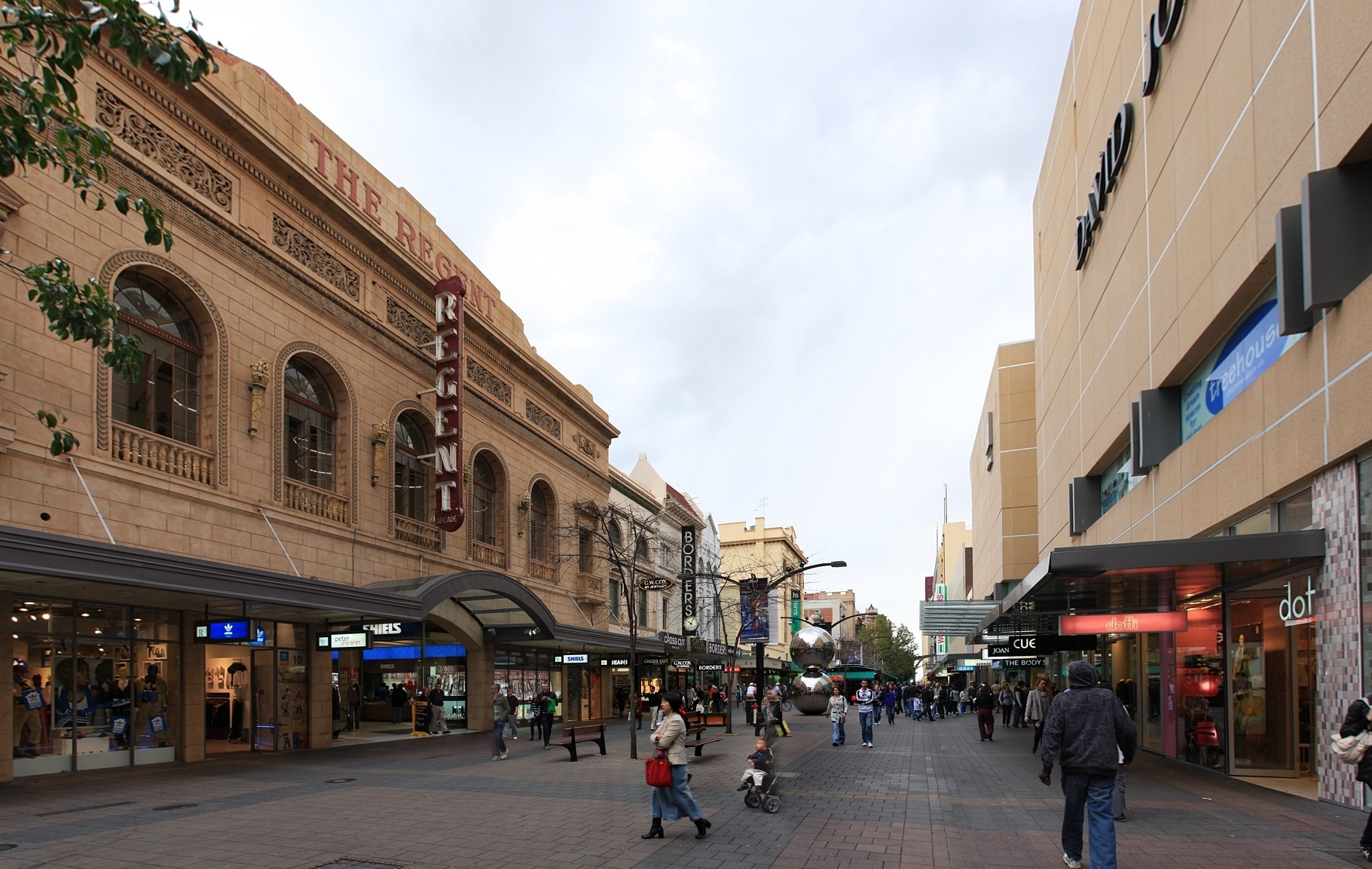
Rundle Mall (bevásárlóközpont)
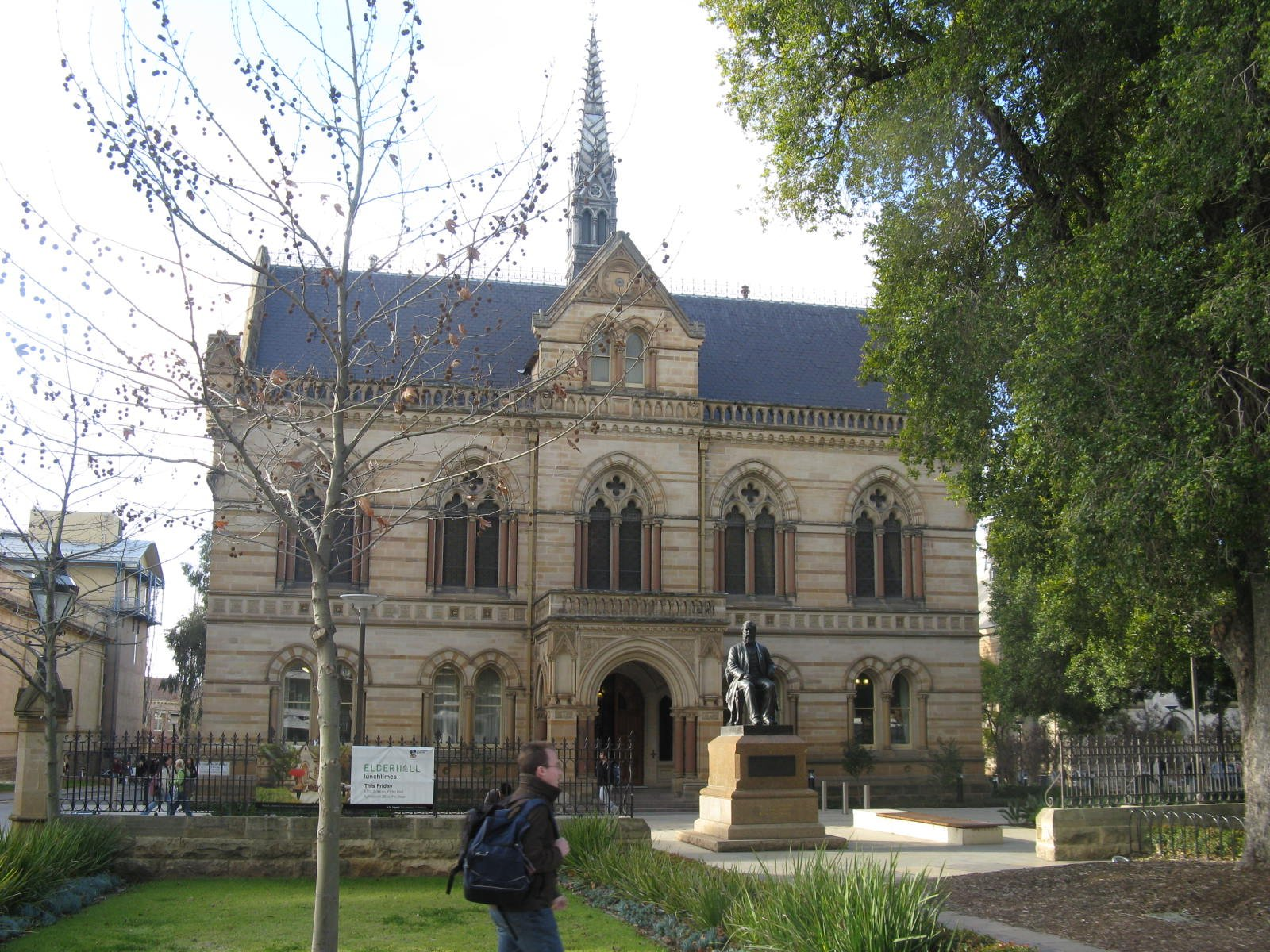
Az Adelaide-i Egyetem Mitchell épülete
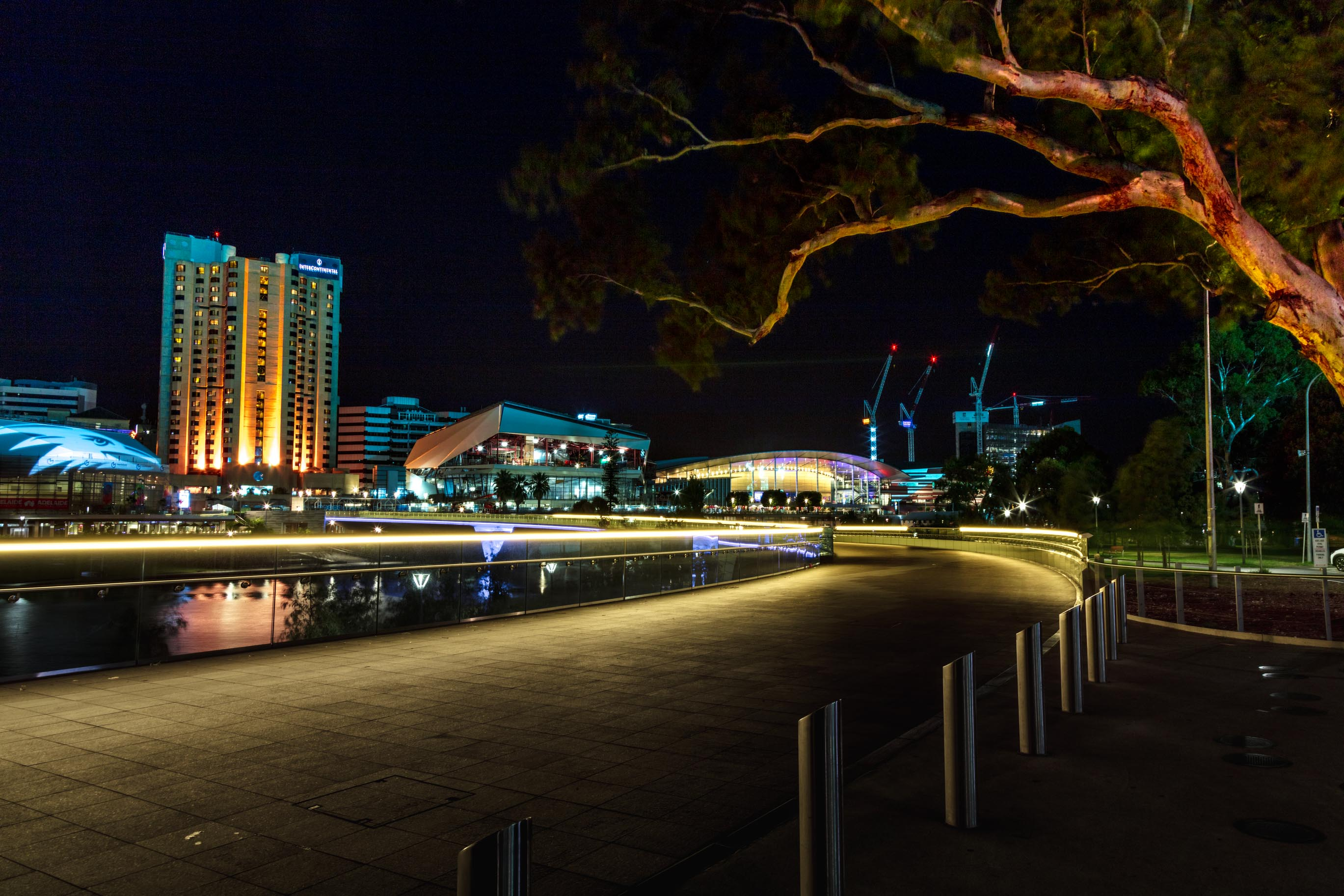
Kongresszusi központ
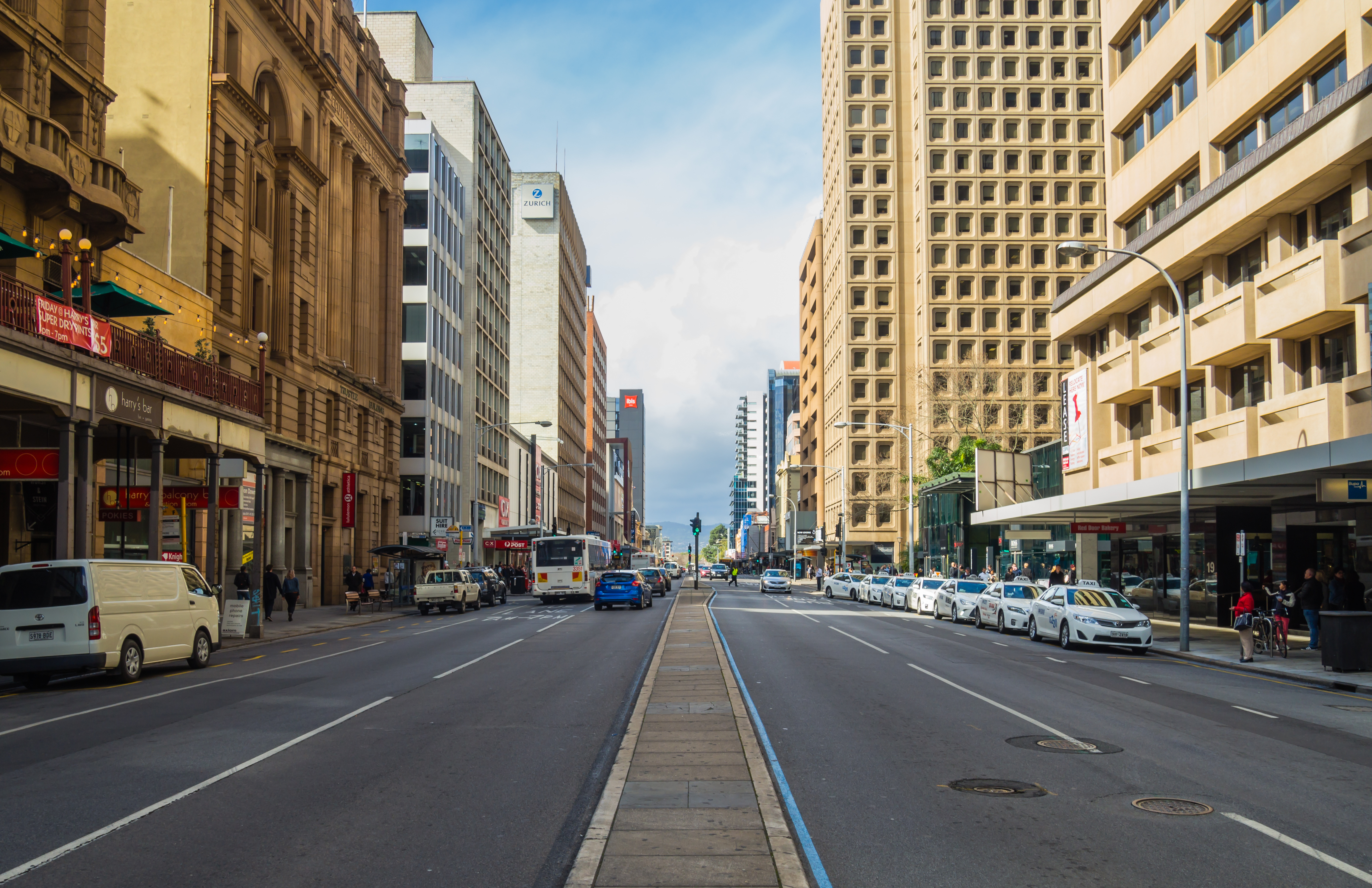
Grenfell utca
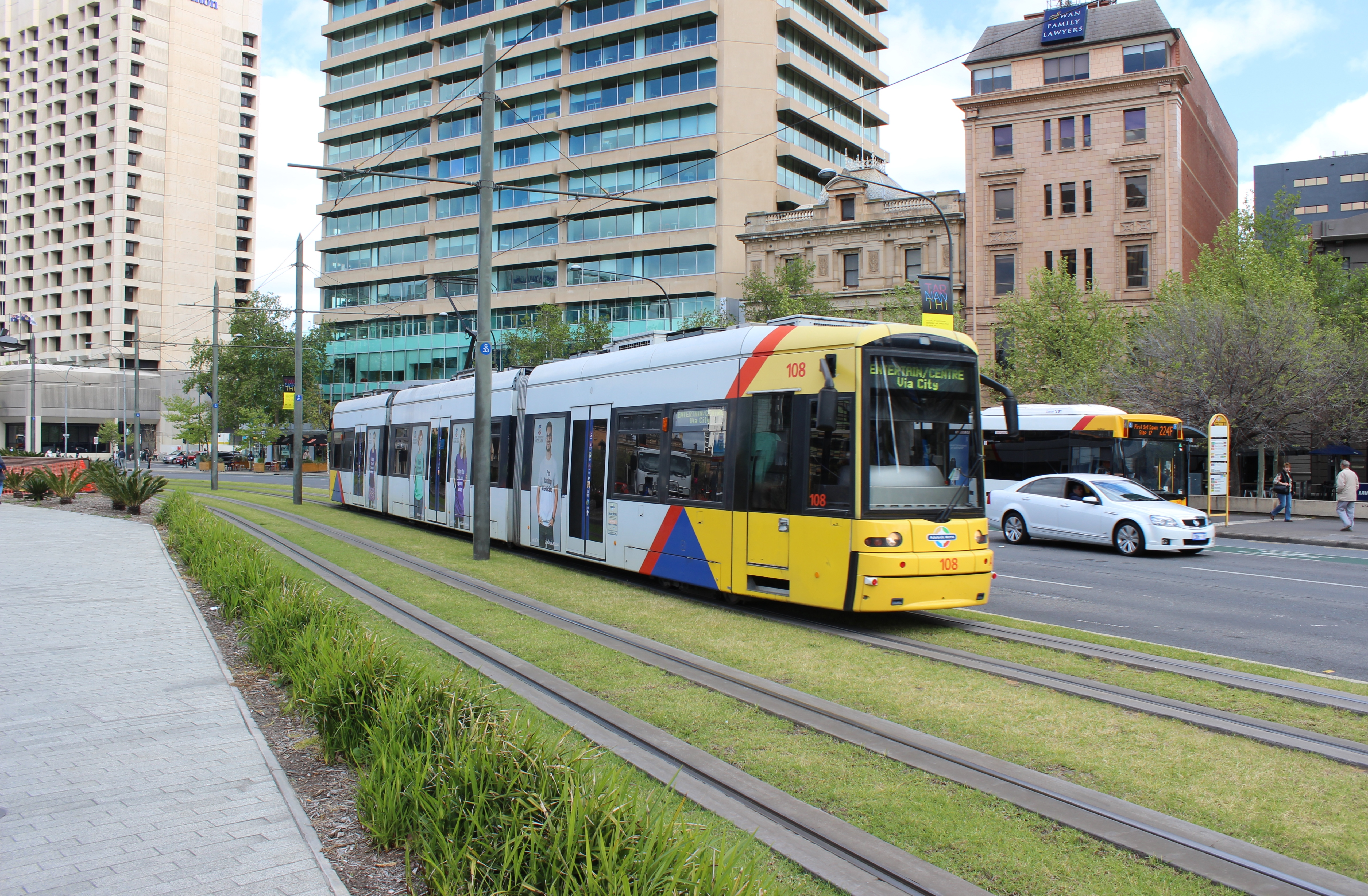
Bombardier Flexity típusú villamos a Victoria téren

## Fordítás
Ez a szócikk részben vagy egészben az Adelaide című angol Wikipédia-szócikk ezen változatának fordításán alapul.  Az eredeti cikk szerkesztőit annak laptörténete sorolja fel. Ez a jelzés csupán a megfogalmazás eredetét és a szerzői jogokat jelzi, nem szolgál a cikkben szereplő információk forrásmegjelöléseként.

## Külső hivatkozások
- Adelaide honlapja (angolul)